# 関水武

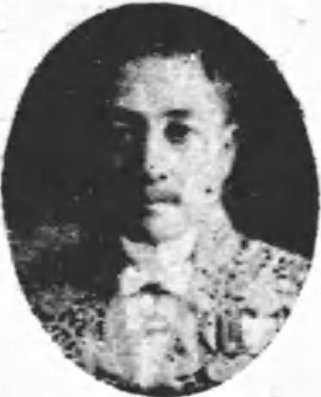
関水武

関水 武（せきみず たけし、1883年（明治16年）1月5日 - 1939年（昭和14年）7月8日）は、朝鮮総督府官僚。

## 経歴
神奈川県高座郡渋谷村（現在の藤沢市から大和市にかけての地域）出身。1911年（明治44年）、東京帝国大学法科大学法律科を卒業し、高等文官試験に合格した。茨城県属、同警部、同理事官、同西茨城郡長、同那珂郡長を務めた。1919年（大正8年）、朝鮮総督府事務官に転じ、忠清南道警察部長、朝鮮総督府監察官、警務局衛生課長、平安南道内務部長、慶尚南道内務部長、京畿道内務部長、京城府尹を歴任。1930年（昭和5年）、咸鏡南道知事となり、1933年（昭和8年）に慶尚南道知事に転じた。
1935年（昭和10年）に退官した後は、朝鮮石油株式会社常務取締役を務めた。1939年（昭和14年）7月8日、脳溢血で療養中に朝鮮京城府南米倉町（現大韓民国ソウル特別市中区会賢洞）の自宅で死去、56歳。